# (5868) Ohta
(5868) Ohta (1988 TQ) – planetoida z pasa głównego asteroid okrążająca Słońce w ciągu 4,39 lat w średniej odległości 2,68 j.a. Odkryta 13 października 1988 roku.